# Isidoro de Pelúsio
Isidoro de Pelúsio nasceu na província romana do Egito em uma proeminente família de Alexandria. Ele se tornou um asceta e se mudou para uma montanha perto da cidade de Pelúsio, na tradição dos Padres do Deserto.

## Vida e obras
Isidoro é conhecido por conta de suas cartas escritas para Cirilo de Alexandria, para o imperador bizantino Teodósio II e diversas outras pessoas, conhecidas ou não. Uma coleção de duas mil cartas foi feita na antiguidade no mosteiro "que nunca dorme", em Constantinopla, e ela chegou até nossos dias em uma quantidade de manuscritos, numerados e ordenados. As cartas são, em sua maioria, curtos trechos de uma sentença ou duas. Existem ainda mais algumas cartas, não publicadas, em siríaco.
Algumas das cartas são de considerável interesse para o estudo da exegese da Bíblia grego.

## História do texto
As cartas estão hoje em dia publicadas no volume 78 da Patrologia Graeca, uma coleção de escritos gregos de autores e teólogos cristãos, tanto no texto original em grego quanto na tradução latina. Infelizmente, a edição é muito confusa e divide as caras em 5 "livros", o que não existe nos manuscritos.
O problema surgiu por causa da forma entrecortada na qual as cartas fora redescobertas na Renascença. O primeiro editor, Jacques de Billy, descobriu um dos manuscritos da coleção (cujo total era de 2.000 cartas) com 1.200 delas e as publicou em três livros. O próximo editor descobriu um manuscrito que continha apenas uma seleção das cartas, ordenadas por assunto. Ele as publicou numa ordem própria como sendo um "livro quatro". Por fim, um terceiro editor descobriu um último manuscrito e com ele fez o quinto livro.
Pierre Evieux editou a segunda metade da coleção, em que a desordem foi ainda maior, entre 1997 e 2000, na séria Sources Chrétiennes. Ele também produziu uma tabela de referência, cruzando a numeração original com a da "Patrologia".